# Kia Motors Slovakia

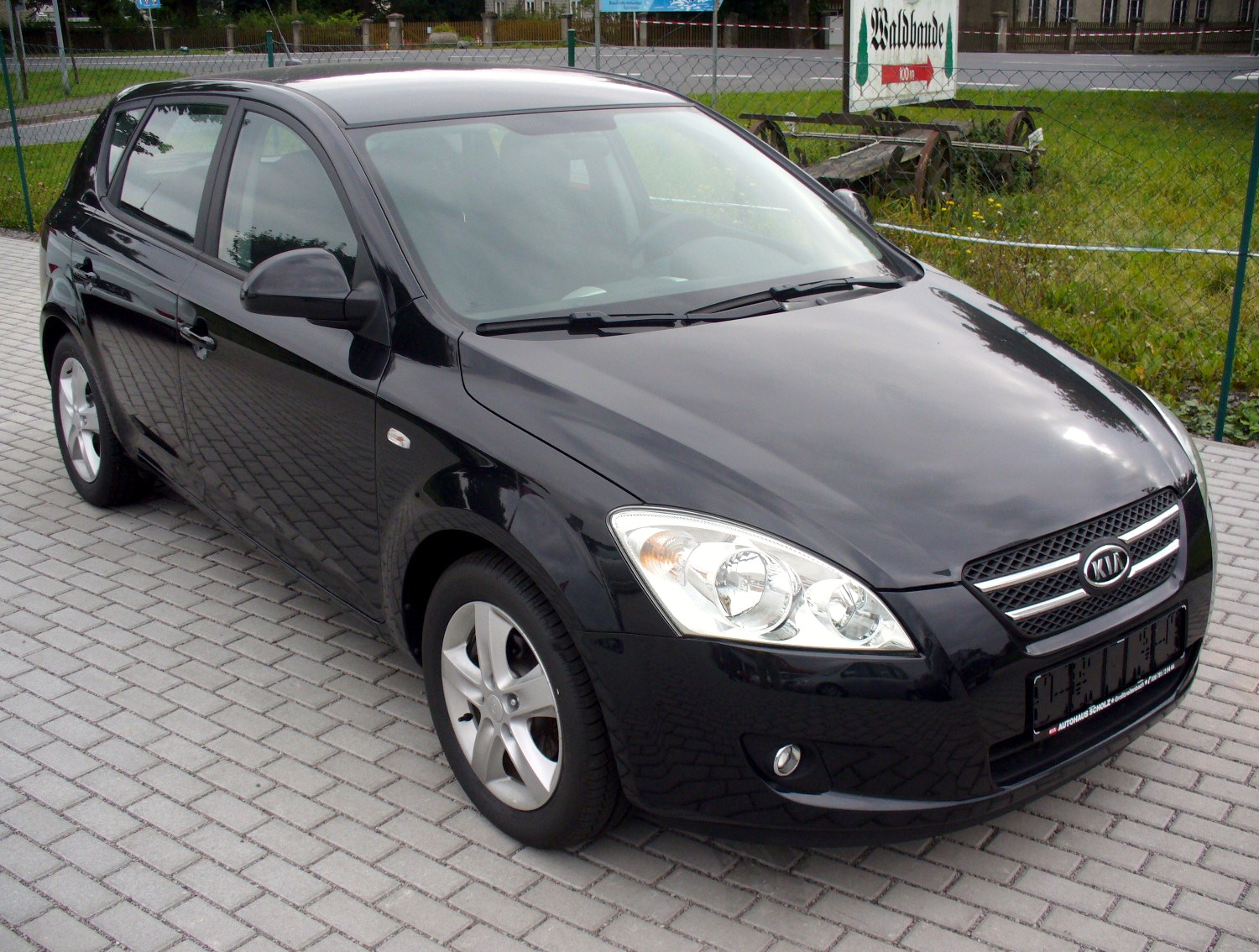
Kia cee'd

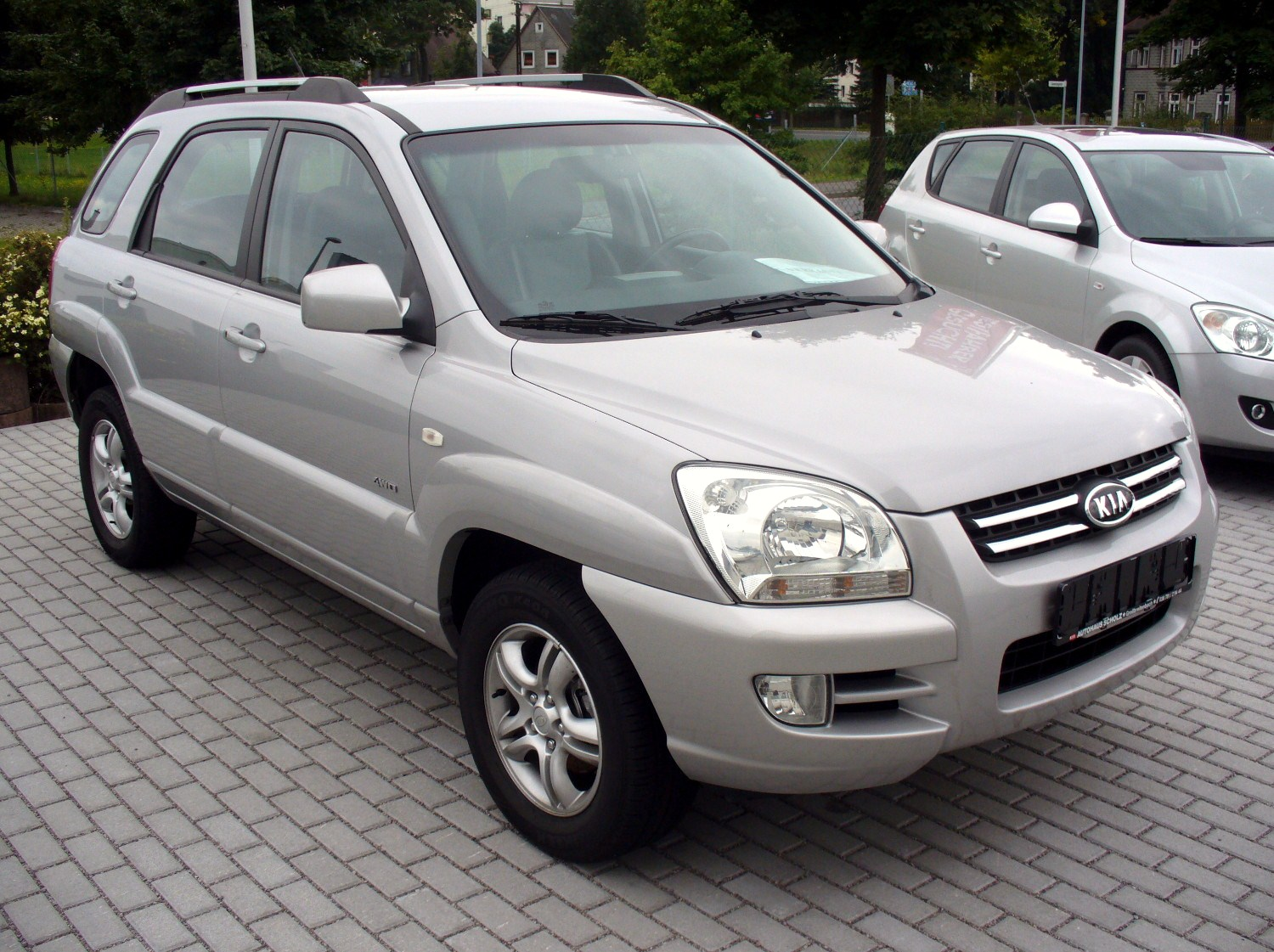
Kia Sportage

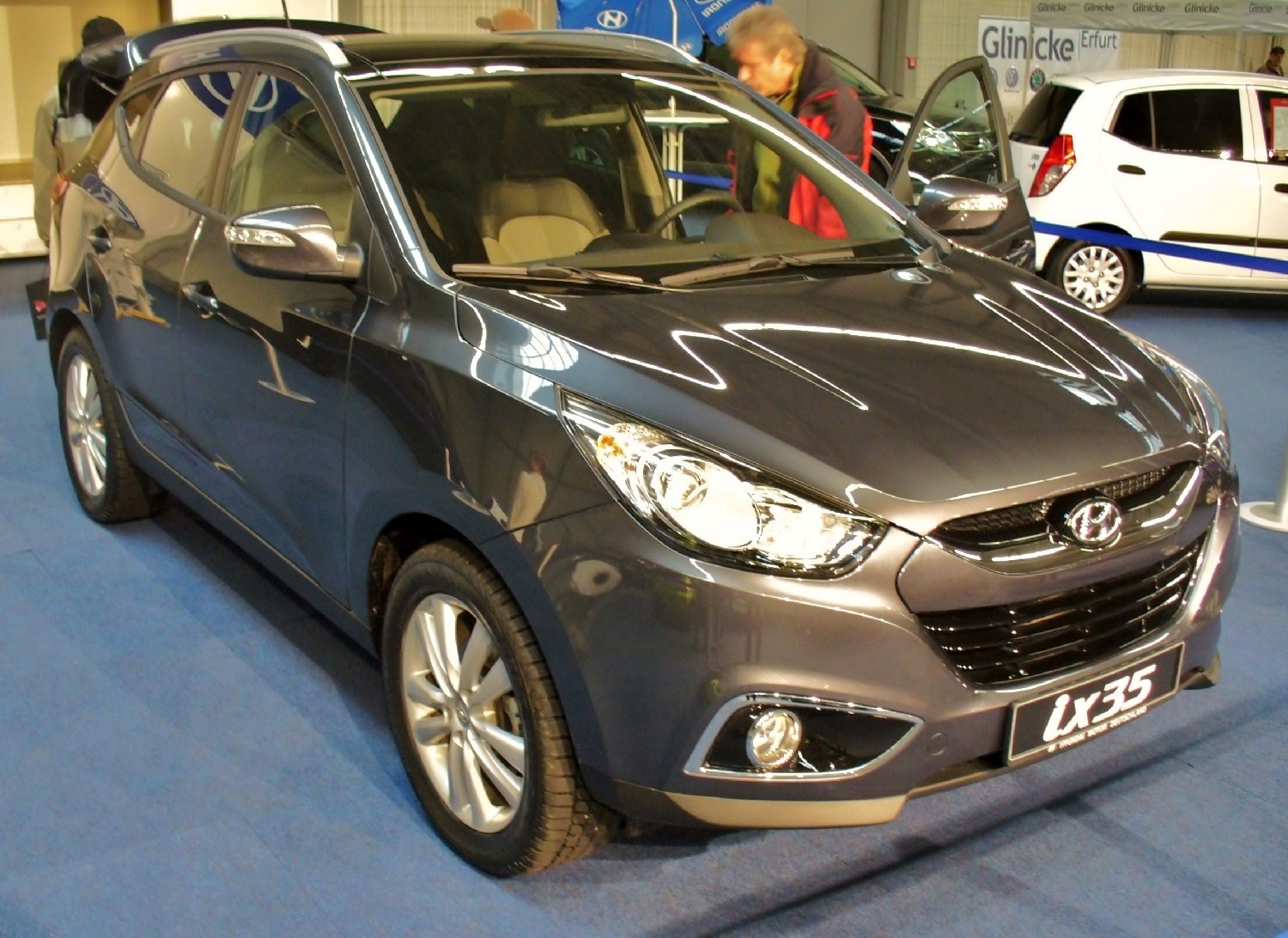
Hyundai ix35

Kia Motors Slovakia — завод корейской автомобильной компании Kia Motors, расположенный в городе Жилина. Строительство завода началось в октябре 2004 года и было завершено в декабре 2005 года. В июне 2006 года завод работал в тестовом режиме. Первый автомобиль сошёл с конвейера 7 декабря 2006 года.
На предприятии выпускаются следующие модели автомобилей:
- Kia cee’d (пятидверный) с декабря 2006 года
- Kia Sportage с июня 2007 года
- Kia cee’d_sw (универсал) с июля 2007 года
- Kia pro_cee’d (трёхдверный) с октября 2007 года
- Hyundai ix35 (пятидверный универсал) с января 2010 года[4]

Производственная мощность завода равна 300 000 автомобилей в год. В 2008 году Kia Motors Slovakia выпустил 201 507 автомобилей, что на 38 % больше, чем в 2007 году. За период с 2006 года по 2008 год с конвейера завода сошло 360 623 автомобиля. Kia Motors Slovakia является единственным производителем двигателей в Словакии. На заводе производятся четыре типа двигателей: бензиновый двигатель (1,4 л и 1,6 л) и дизельный двигатель (1,6 л и 2,0 л). В 2008 году производство двигателей составило 176 126 единиц, что на 54 % больше, чем в 2007 году. В 2008 году на предприятии работало около 2 700 человек. Прибыль Kia Motors Slovakia в 2008 году составила 1 504,6 млн словацких крон, что на 69 % больше, чем в 2007 году.
В конце 2009 года с конвейера завода сошёл 500 000-й автомобиль. Этим автомобилем оказался Kia cee’d_sw белого цвета с дизельным двигателем и механической коробкой переключения передач. Он был передан Центру трансплантологии в городе Мартин. 15 января 2010 года начат выпуск автомобиля Hyundai ix35, ставшего третьей моделью, производимой Kia Motors Slovakia.
В 2009 году Kia Motors Slovakia выпустил свыше 150 000 автомобилей. Более 38 % продукции завода составляет Kia cee’d пятидверной версии. В 2009 году 21 % выпущенных автомобилей завод экспортировал в Россию. Kia Motors Slovakia произвёл в 2009 году свыше 243 000 двигателей, что на 37 % больше, чем в 2008 году. Число производимых двигателей существенно возросло в связи с трёхсменным режимом работы, введённом на заводе из-за новых поставок двигателей для чешского завода Hyundai Motor Manufacturing Czech в Ношовице. Кроме ранее выпускавшихся двигателей начат выпуск нового 1,4-литрового дизельного двигателя.